# Зиґмунт Ґорґолевський

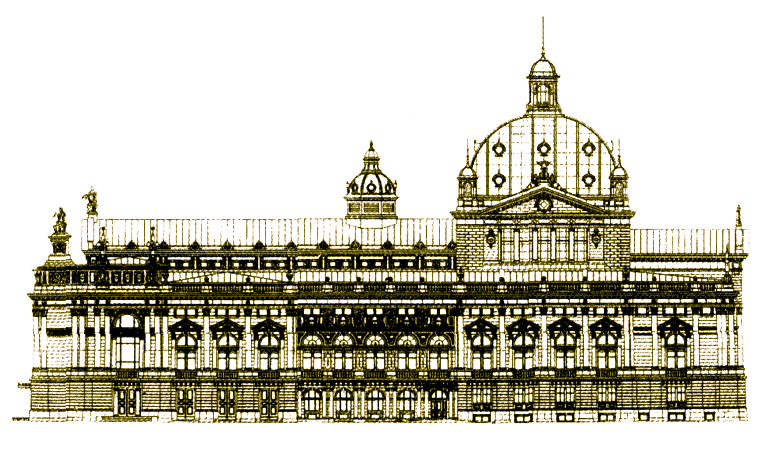
Проєкт Великого міського театру у Львові. 1896. Бічний фасад

Зи́ґмунт Ґорґоле́вський (або Зигмунт Горголевський, пол. Zygmunt Gorgolewski; 14 лютого 1845, Шулітц, нині Солець-Куявський — 6 липня 1903, Львів) — польський архітектор, автор численних споруд у Німеччині та Польщі, а також будівлі Великого міського театру (тепер Львівський національний академічний театр опери та балету імені Соломії Крушельницької) у Львові.

## Біографія

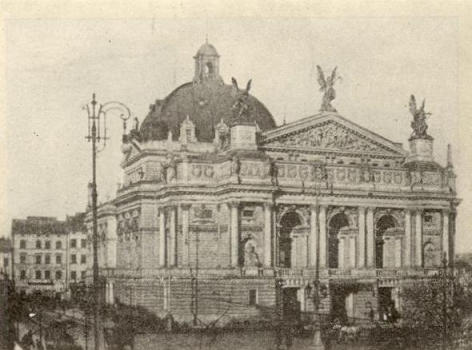
Великий міський театр у Львові — поч. XX ст.

Народився 14 лютого 1845 року в селі Шулітц (нім. Schulitz), нині Солець-Куявський, (пол. Solec Kujawski), тоді провінція Позен, Прусське королівство. Батько — Кароль Ґорґолевський, мати — Текля з Лернеровських.
Початкову освіту здобув у реальній гімназії в Позені. У 1866–1871 роках навчався в Берлінській академії архітектури (Німеччина). Під час навчання керував будівництвом Ганноверського залізничного вокзалу в Берліні.
Після закінчення навчання протягом 6 років працював асистентом у своїй альма-матері. Був радником Міністерства громадських робіт Німеччини, архітектором королівських палаців у Берліні, королівським будівельним інспектором у Галле.
Був одним із найбільших прихильників історизму в архітектурі Пруссії та цілої Німеччини. Серед його проєктів — дві версії майбутньої будівлі рейхстагу (1872, 1882). Вони ввійшли до 20-ти найкращих проєктів, відібраних конкурсним комітетом із понад 100.
Був нагороджений за спорудження мосту Кайзера Вільгельма в Берліні.
Інші проєкти:
- плани з реконструкції королівських палаців у Берліні та Кілі;
- розширення університетських лікарень у Галле та Бонні;
- розширення Бад-Енгаузена (спа у Вестфалії).[джерело?]

Був головним архітектором протестантської церкви в Берліні, палацу Бель В'ю, будівлі суду в Ополе й Ольштині, в'язниць у Свідниці та Хожуві.

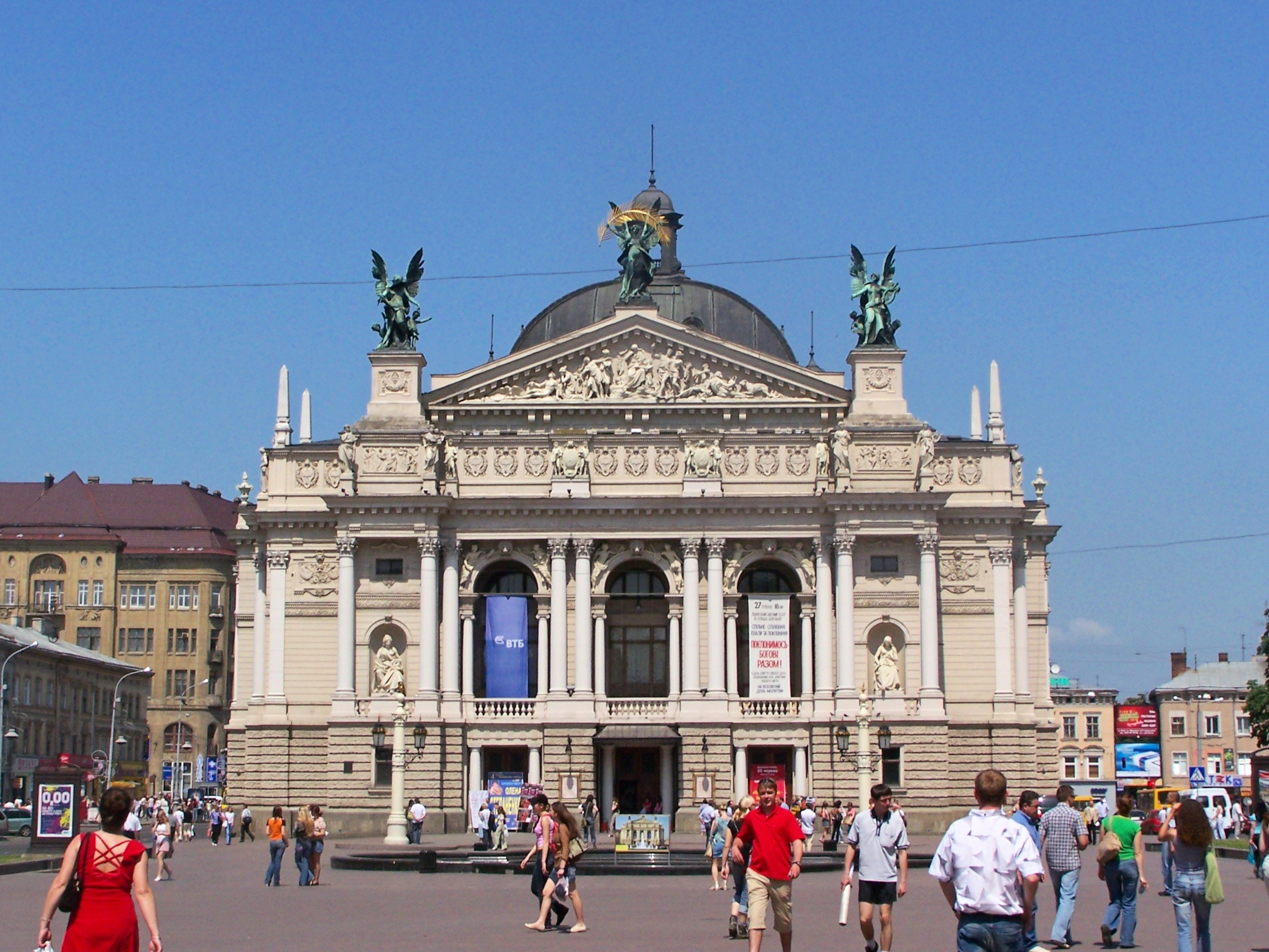
Оперний театр у Львові сьогодні

Здійснив будівництво або реставрацію багатьох об'єктів у регіоні Великопольщі:
- Реставрація церкви у Вжесьні
- Реставрація замку-палацу Дзялинських у Голухові
- Реставрація бібліотеки Дзялинських у Курнику
- Будівництво палацу Твардовських у Кобильниках
- Розширення палацу Квілецьких в Опорові
- Будівництво замку Радзивіллів у Багателі поблизу Острова
- Будівництво дзвіниці та палацової каплиці Чапських у Смогульці
- Будівництво будинку Товариства друзів наук і мистецтв у Познані (1874–1879)
- Будівництво житлових будинків по вулиці Берлінській, навпроти Польського театру в Познані

Був головним архітектором реконструкції палацу князя Фердинанда Радзивілла в Олиці (Волинь).
1875 — взяв участь у конкурсі на проєкт майбутнього Галицького сейму у Львові (тепер — головний корпус Львівського університету ім. І. Франка). Його проєкт преса й фахівці визнали за найкращий, але архітектор згодом відмовився від участі в конкурсі з фінансових причин.
Неодноразово був членом журі архітектурних конкурсів. Зокрема на проєкт оперного театру у Кракові, 1889; ощадної каси в Чернівцях; костел святої Єлизавети у Львові, 1903.
1879 — одружився з Геленою Гулевич.

## Львівський період

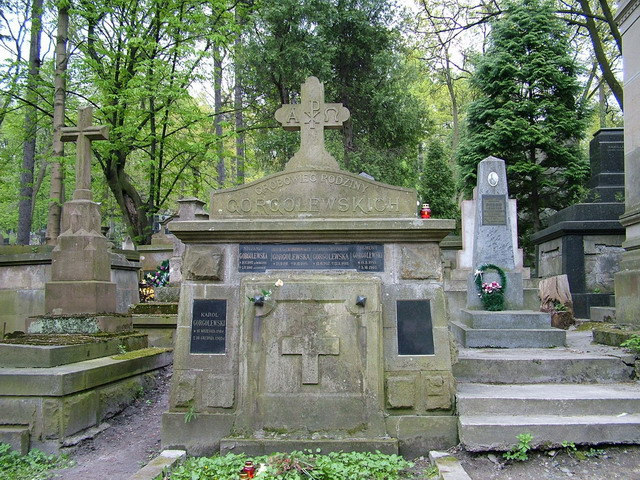
Гробівець родини Ґорґолевських на Личаківському цвинтарі

1893 — переїхав до Львова, де на запрошення австрійської влади очолив Державну промислову школу. Провів реформу навчального процесу. Від 1894 року член Політехнічного товариства у Львові. У цей час проживав на вулиці Словацького, 8. Для Галицької крайової виставки виконав проєкти кількох виставкових павільйонів. Зокрема здобув перше місце на конкурсі проєктів павільйону мистецтв (1893).
1896 — виграв конкурс на найкращий проєкт Міського театру (тепер Театр опери та балету). Щоби уникнути звинувачень у використанні свого службового становища та суспільної позиції, свій проєкт підготував в суворій таємниці й надіслав на конкурс не зі Львова, а через Лейпциг.
Для закладення фундаментів театру довелося змінити річище Полтви, яка тоді протікала під теперішнім проспектом Свободи (фактично театр стоїть на місці, де протікала річка). Разом із театром спроєктував дім для зберігання декорацій на нинішній вулиці Куліша (співавтор Іван Левинський).
Урочисте відкриття театру відбулося 4 жовтня 1900 р. Але вже 1901 року ґрунт під театром почав осідати більше від передбачених норм, з'явилися тріщини на стінах. Згодом осідання зупинилося. 17 листопада 1901 року Ґорґолевського нагородили Орденом Залізної корони III класу. У липні 1903 року раптово помер через параліч аорти серця, народилася легенда, ніби він наклав на себе руки через осідання театру. Багато львів'ян досі переконані в її правдивості[джерело?].
Похований на «алеї заслужених» Личаківського цвинтаря у Львові, поле № 1б.